# DKBTrace
DKBTrace는 그래픽 분야에 쓰이는 레이트레이서로서 POV-Ray의 전신이라 할 수 있다. 명령창에서 씬을 구성하는 방법을 쓰고 있으며 그래픽 사용자 인터페이스(GUI)를 제공하지는 않는다. 2차 곡면함수(구, 타원체, 평면등)을 지원하며 CSG(constructive solid geometry)를 지원하기 때문에 물체의 교집합, 차집합, 합집합 등으로 다양한 장면을 모델링 할 수 있는 장점이 있다. 절차적 텍스처를 통해 나무의 무늬나 옥무늬같은 텍스처를 매핑힐 수도 있다. David Kirk Buck(1986)이 아미가 시스템에서 작동되도록 설계하였으며, 차후에 Aaron A. Collins가 PC용으로 포팅하고 David와 함께 다음 버전의 작업을 착수하였다. 가장 최근의 버전은 1991년에 나온 2.12버전이고 이것이 POV-Ray에 적용된 기반이라고 볼 수 있다.
David Kirk Buck등이 출연한 넷캐스트 TWiT.tv 네트워크의 Floss Weekly 62편에서 DKBTrace와 POV-Ray의 개발에 관한 뒷이야기를 들을 수 있다.

## 같이 보기
- POV-Ray